# Boronia nana
Boronia nana är en vinruteväxtart som beskrevs av William Jackson Hooker. Boronia nana ingår i släktet Boronia och familjen vinruteväxter.

## Underarter
Arten delas in i följande underarter:
- B. n. hyssopifolia
- B. n. pubescens